# River Ash (Lea)
Der River Ash ist ein Wasserlauf in Hertfordshire, England. Er entsteht südlich von Meesden und fließt in südlicher Richtung, bis er südlich von Much Hadham eine südwestliche Richtung einschlägt. Er mündet südöstlich von Ware in den River Lea.